# Сосницький Сергій Васильович
Сергій Васильович Сосницький (1913, місто Миколаїв, тепер Миколаївської області — 3 січня 1973, Сімферополь Кримської області) — український радянський діяч, голова Севастопольського міськвиконкому, заступник голови Кримського облвиконкому. 

## Біографія
Народився у родині робітника. У 1934 році закінчив металургійний технікум. У 1934—1941 роках працював на будівництві металургійних підприємств міста Маріуполя Донецької (Сталінської) області.
Член ВКП(б) з 1940 року.
У 1941—1943 роках, під час німецько-радянської війни, працював на підприємствах оборонної промисловості СРСР. З 1943 року — на керівній партійній роботі.
У 1950 році закінчив Вищу партійну школу при ЦК ВКП(б).
У 1950—1957 роках — голова виконавчого комітету Севастопольської міської ради депутатів трудящих.
11 березня 1957 — 12 січня 1963 року — заступник голови виконавчого комітету Кримської обласної ради депутатів трудящих.
12 січня — 21 червня 1963 року — заступник голови виконавчого комітету Кримської промислової обласної ради депутатів трудящих. 21 червня 1963 — 7 грудня 1964 року — 1-й заступник голови виконавчого комітету Кримської промислової обласної ради депутатів трудящих.
До 3 січня 1973 року — начальник Кримського обласного житлового управління.

## Нагороди
- орден Трудового Червоного Прапора
- два ордени «Знак Пошани»
- орден Червоної Зірки
- медалі